# Kakmått

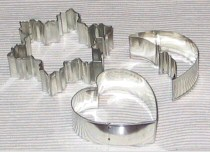
Några enkla kakmått.

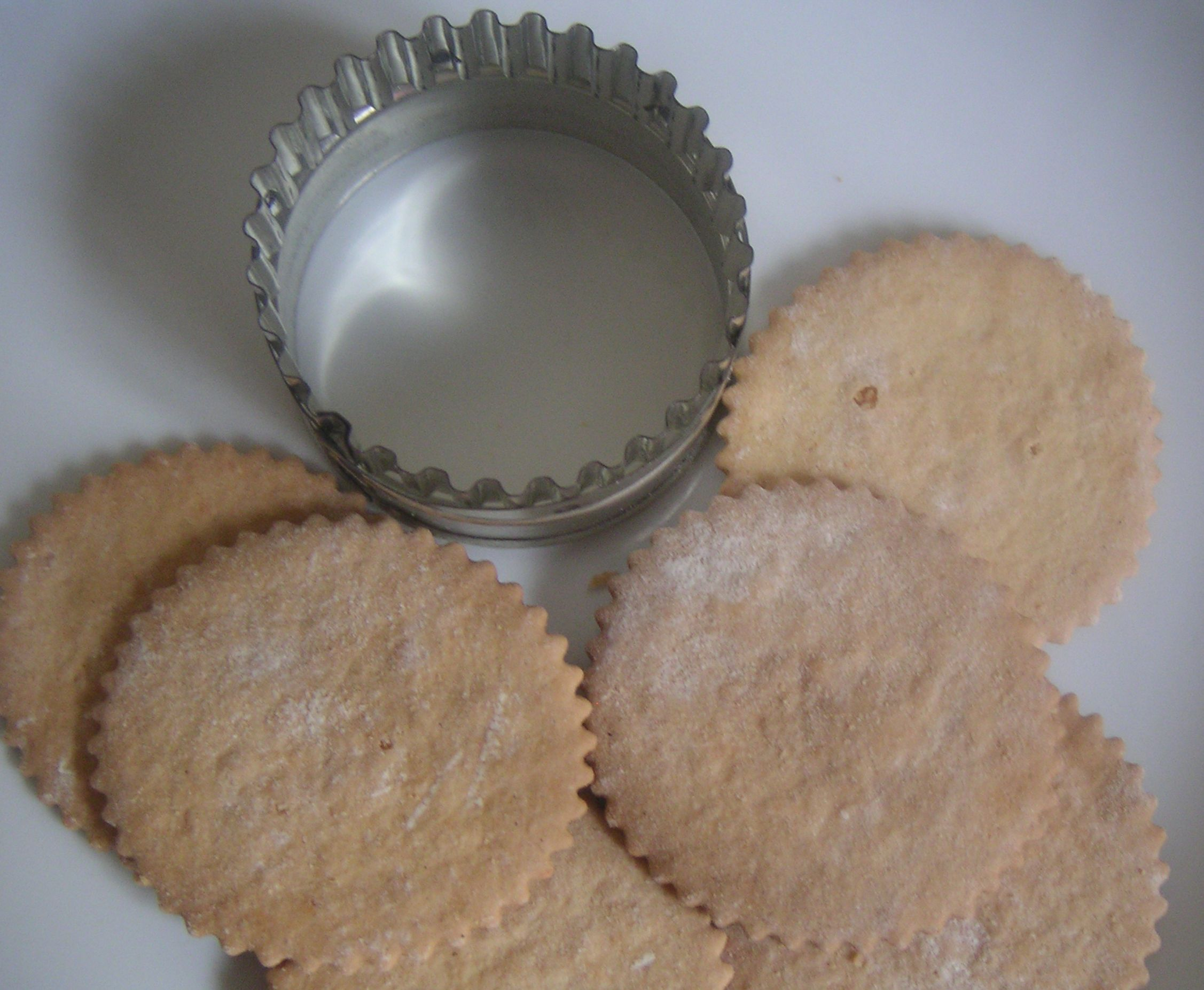
Exempel på användning.

Kakmått, även pepparkaksform, är ett stansverktyg för att skära ut kakor eller kexdeg i en viss form. Används ofta för säsongstillfällen när välkända dekorativa former önskas, eller när stora satser ska formas, där enkelhet och enhetlighet krävs. Kakmått används även för att skära och utforma snittar till exempel till afternoon tea.